# Живко Иробалиев
Живко Иробалиев е български футболист, полузащитник.

## Биография
Роден е на 16 юни 1982 г. в Хасково. Играл е за Хасково, Марек, Сокол (Марково), Марица и Миньор (Раднево). От есента на 2006 г. играе за Локомотив (Стара Загора). В А група има 10 мача и 1 гол. Полуфиналист за купата на страната през 2003 г. с Марек. Понастоящем е преподавател по физическо възпитание и спорт в ЕГ "Проф. д-р Асен Златаров", град Хасково.

## Статистика по сезони
- Хасково – 1999/пр. - Б група, 12 мача/1 гол
- Хасково – 1999/ес. - Б група, 14/0
- Хасково – 2000/ес. - Б група, 12/1
- Марек – 2001/пр. - Б група, 11/1
- Марек – 2001/ес. - А група, 4/0
- Сокол – 2002/ес. - Б група, 12/1
- Марек – 2003/пр. - А група, 6/1
- Хасково – 2003/ес. - В група, 13/3
- Марица – 2004/пр. - В група, 15/6
- Марица – 2004/05 – В група, 21/5
- Миньор (Рад) – 2005/06 – Източна Б група, 7/2
- Локомотив (СтЗ) – 2006/07 – Източна Б група